# Арнольдов, Михаил Николаевич
Михаи́л Никола́евич Арно́льдов (11 февраля 1934 — 3 ноября 2021) — советский и российский метролог, специалист в области термометрии. Доктор технических наук, профессор. Главный научный сотрудник Физико-энергетического института. Преподаватель Обнинского института атомной энергетики.

## Биография
Родился 11 февраля 1934 года в городе Сызрани Куйбышевской (ныне Самарской) области. Был назван в честь деда, священника Михаила Арнольдова.
В 1957 году окончил Московский энергетический институт по специальности «Теплофизика».
С 1957 года в течение двадцати лет занимался в Физико-энергетическом институте (ФЭИ) в Обнинске технологиями жидкометаллических теплоносителей. После небольшого перерыва, связанного с работой в Москве, вернулся в ФЭИ и занялся термометрией для решения практических задач в атомной энергетике. В настоящее время — главный научный сотрудник ФЭИ, доктор технических наук, профессор.
На рубеже 1980—1990-х годов был приглашён Адольфом Трофимовым для чтения лекций на кафедре автоматики, контроля и диагностики АЭС Обнинского института атомной энергетики параллельно с работой в ФЭИ.
Академик Академии инженерных наук имени академика А. М. Прохорова (2002), член-корреспондент РАЕН (2006).
Награждён орденом «Знак Почёта» (1976), медалями «За доблестный труд. В ознаменование 100-летия со дня рождения В. И. Ленина» и «Ветеран труда», а также бронзовой медалью ВДНХ СССР.

### Учебные пособия
- Арнольдов М. Н. Принципы построения АСУ ТП АЭС: Учебное пособие по курсу «АСУ ТП АЭС». — Обнинск: ИАТЭ, 2008. — 80 с.
- Арнольдов М. Н., Каржавин В. А., Трофимов А. И. Основы метрологического обеспечения температурного контроля реакторных установок: Учебное пособие для вузов. — М.: Издательский дом МЭИ, 2012. — 243 с. — ISBN 978-5-383-00633-7.

### Статьи
- Арнольдов М. Н., Виноградов В. Н. Виртуальная термопара // Приборы. — 2001. — № 3. — С. 45—48.
- Арнольдов М. Н., Субботин В. И. и др. Жидкометаллические теплоносители для ядерной энергетики // Атомная энергия. — 2002. — Т. 92, № 1. — С. 31—42.
- Арнольдов М. Н., Лисиненкова М. В. Диагностирование работоспо-собности термоэлектрических преобразователей температуры // Приборы. — 2003. — № 5.
- Арнольдов М. Н., Алчагиров Б. Б. и др. Поверхностное натяжение жидких околоэвтектических сплавов системы свинец-висмут // Теплофизика высоких температур. — 2003. — Т. 41, № 6. — С. 852—859.
- Арнольдов М. Н., Белевцев А. В., Каржавин В. А., Каржавин А. В. О возможности использования кабельных термопар нихросил-нисил в качестве эталонных // Приборы. — 2007. — № 7.